# Battaglia dello Slaak
La battaglia dello Slaak fu uno scontro combattuto presso l'insenatura dello Slaak, a breve distanza dalla città di Goeree-Overflakkee (attuali Paesi Bassi) il 12 e 13 settembre 1631, nell'ambito della guerra degli ottant'anni. Con questa vittoria gli olandesi impedirono all'esercito spagnolo di dividere in due le Province Unite.

## Antefatto
Come reazione al tentativo degli olandesi di catturare Dunquerque poco prima, l'infanta Isabella Clara Eugenia di Spagna, governatrice dei Paesi Bassi spagnoli per conto di Filippo IV di Spagna, ordinò all'esercito spagnolo trasportato a bordo di una flotta di tentare di occupare le isole di Goeree e Overflakee di sorpresa. In particolare, gli spagnoli erano desiderosi di prendere il controllo di una grande fortezza che si trovava presso lo stretto del Volkerak. La fortezza aveva, oltre che un importante valore strategico, anche un valore propagandistico, in quanto la città in cui sorgeva era stata chiamata Willemstad in onore di Guglielmo I d'Orange come simbolo dell'indipendenza olandese. L'occupazione spagnola di questo punto avrebbe permesso il blocco del principale porto olandese posto a Hellevoetsluis sull'isola di Voorne e quindi avrebbe consentito l'isolamento della provincia della Zelanda dalle altre province confederate.

## La battaglia
Una flotta spagnola di novanta vascelli con 5500 uomini a bordo, diretti da don Francisco de Moncada, marchese d'Aytona, ma de facto comandata dal conte Jan van Nassau Siegen, cugino cattolico dei protestanti principi d'Orange, si mise in marcia da Anversa.
Il movimento di una così grande armata non poteva certo rimanere segreto a lungo e per questo anche gli olandesi si attrezzarono per impedire lo sbarco degli spagnoli sotto la guida del vice ammiraglio Marinus Hollare che con le sue navi intercettò la flotta presso l'Oosterschelde. Vedendo che il nemico reagiva, gli spagnoli dapprima tentarono di catturare l'isola di Tholen più a sud, ma questo venne impedito da un reggimento di 2000 soldati inglesi e scozzesi al comando del colonnello Thomas Morgan provenienti dalla fortezza di Steenbergen che erano giunti in tempo per fronteggiare gli spagnoli ed impedire loro di sbarcare. Il Nassau, disperato, prese quindi la decisione di raggiungere l'obbiettivo col favore della notte.
I movimenti degli spagnoli vennero comunque notati anche nella nebbia e gli olandesi li attaccarono presso lo Slaak, un'insenatura del Volkerak. Centinaia di soldati spagnoli annegarono nel tentativo di fuggire e quanti riuscirono a fuggire vennero catturati dagli anglo-olandesi che li attendevano a terra. Più di 4000 tra soldati e marinai vennero fatti prigionieri assieme alla maggior parte delle navi. Van Nassau stesso con due navi tentò di fuggire in direzione di Anversa.

## Conseguenze
L'Ammiragliato di Amsterdam suggerì di gettare a mare tutti i prigionieri, secondo la pratica prescritta per i prigionieri all'epoca in mare, ma lo stadtholder Federico Enrico d'Orange lo proibì. Uno dei capitani olandesi che si distinse nello scontro fu il futuro vice ammiraglio Johan Evertsen e suo fratello pure futuro vice ammiraglio  Cornelis Evertsen de Oude. La sconfitta minò anche gli Asburgo sul piano della guerra dei trent'anni che imperversava in Europa nel teatro tedesco ed influenzò certamente la richiesta di una pacificazione tra il Sacro Romano Impero e la repubblica olandese del 1632, che però andò in fumo.